# Nihon Gennen

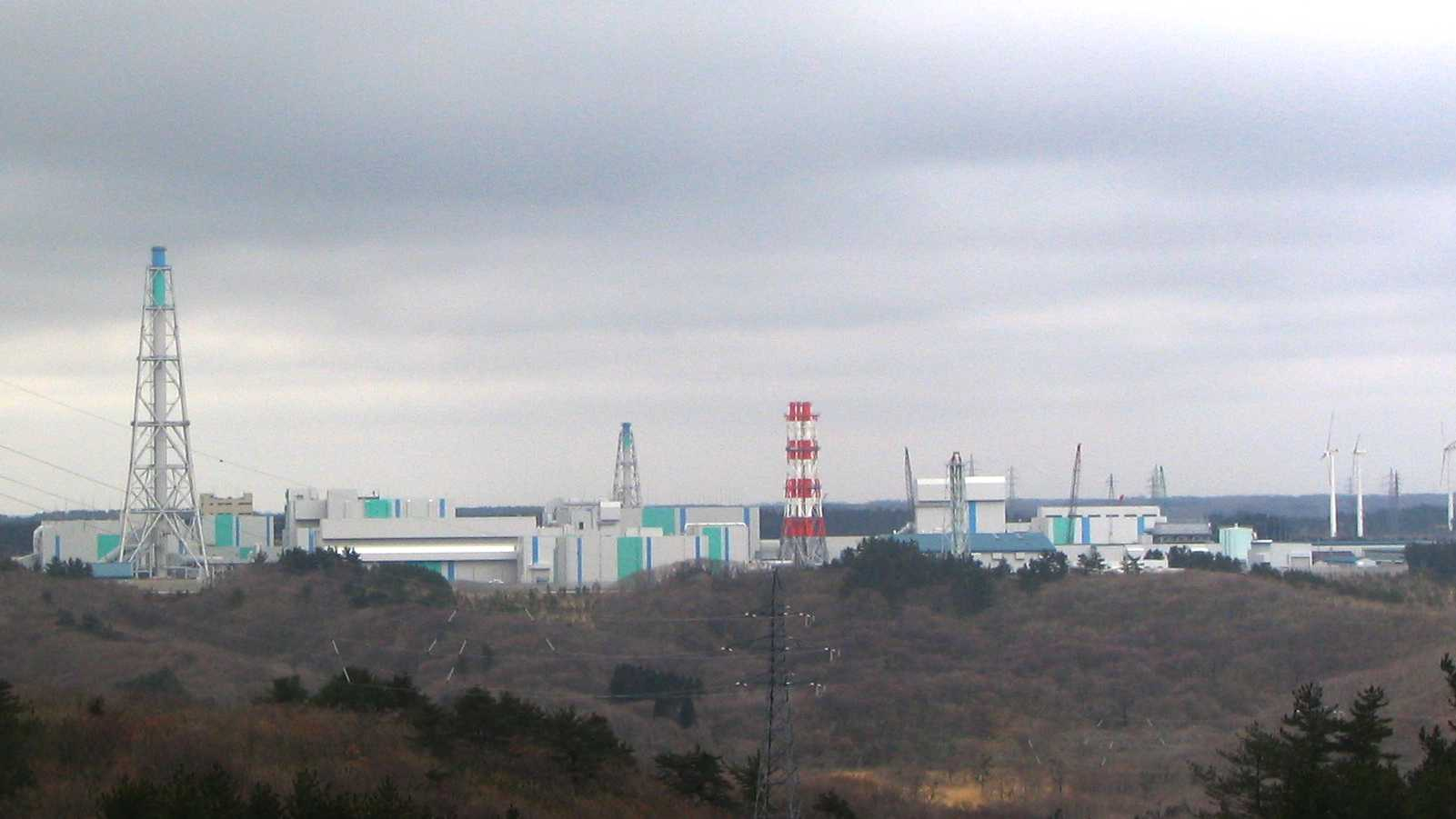
Blick auf die Wiederaufarbeitungsanlage Rokkasho

Nihon Gennen K.K. (japanisch 日本原燃株式会社 Nihon Gennen kabushiki-gaisha, englisch Japan Nuclear Fuel Limited, kurz: JNFL) ist ein japanisches Unternehmen auf dem Gebiet der Kernbrennstoffherstellung. JNFL betreibt im Dorf Rokkasho in der Präfektur Aomori, im Norden der Hauptinsel Honshū, die Wiederaufarbeitungsanlage Rokkasho. Auf dem Gelände dieser Anlage wird Uran angereichert und abgebrannte Brennelemente werden wiederaufbereitet. Die Anreicherungsanlage besaß nach ihrer Einweihung eine Kapazität von 150 Tonnen UTA pro Jahr. Dieses Kapazität wurde schließlich auf 1500 Tonnen UTA pro Jahr ausgeweitet. Weiterhin wird am dortigen Standort eine Anlage zur Herstellung von Mischoxid-Brennelementen errichtet, mit deren Fertigstellung das Unternehmen in der ersten Hälfte des Geschäftsjahres 2022 rechnet. In den dort herzustellenden Mischoxid-Brennelementen (MOX) kann Plutoniumdioxid aus bereits benutzten Elementen wiederverwendet werden. In Rokkasho werden niedrigradioaktive und verglaste hochradioaktive Abfälle gelagert.

## Geschichte
Das Unternehmen wurde 1980 als Japan Nuclear Fuel Service Limited (JNFS, englisch für Nihon Gennen Service (日本原燃サービス) kabushiki-gaisha) gegründet. Im Jahr 1984 wurde durch den Verband der japanischen Stromversorger die Errichtung eines Wiederaufbereitungskomplexes gefordert. Dieser sollte in Rokkasho in der Präfektur Aomori entstehen und durch JNFS betrieben werden. Für den Betrieb wurde mit Japan Nuclear Fuel Industry Limited eigens eine neue Tochter gegründet. Seit 1991 besteht in Rokkasho ein eigenes Besucherzentrum.